# Minthostachys
Minthostachys  é um gênero botânico da família Lamiaceae

## Espécies
| - Mintostachys acutifolia - Mintostachys andina - Mintostachys diffusa - Mintostachys glabrescens - Mintostachys mandoniana - Mintostachys ovata | - Mintostachys salicifolia - Mintostachys setosa - Mintostachys spicata - Mintostachys tomentosa - Mintostachys verticillata |